# Кроу Ајџенси (Монтана)
Кроу Ајџенси (енгл. Crow Agency) насељено је место без административног статуса у америчкој савезној држави Монтана.

## Демографија
По попису из 2010. године број становника је 1.616, што је 64 (4,1%) становника више него 2000. године.
| Група             | 2000.     | 2010.     |
| Белци             | 58 (3,7%) | 32 (2,0%) |
| Афроамериканци    | 0 (0,0%)  | 0 (0,0%)  |
| Азијати           | 1 (0,1%)  | 0 (0,0%)  |
| Хиспаноамериканци | 18 (1,2%) | 17 (1,1%) |
| Укупно            | 1.552     | 1.616     |